# Oregon Route 82
Az Oregon Route 82 (OR-82) egy  oregoni állami országút, amely kelet–nyugati irányban a US 30 La Grandé-i csomópontja és a 350-es és 351-es utak joseph-i elágazása között halad.
A szakasz Wallowa Lake Highway No. 10 néven is ismert.

## Leírás
A szakasz La Grande belvárosában északkeleti irányban ágazik le a 30-as szövetségi országútról. Miután áthaladt az Interstate 84 alatt, a nyomvonal Island Citybe érkezik, ahol a keleti irányban a 237-es út kereszteződésébe fut; itt északra fordulva áthalad a Grande Ronde-folyón, majd keletre, közvetlenül utána pedig északkeletre folytatja útját. Alicel után a pálya Imblerbe érkezik, majd egy nyugati irányú kitérő után elhagyja a települést; hamarosan Elginbe, a 204-es út csomópontjához érkezik, ahonnan keletre, majd északkeletre halad tovább. Egy déli, majd egy északi kanyart követően az útvonal elhalad a Wallowa-folyó felett, majd Minam elágazásától keletre, a vízfolyás mentén folytatódik. Délkeletre futva Wallowán és Lostine-en áthaladva az OR 82 Enterprise-ba érkezik, majd a belvárosban az OR 3 kereszteződésénél keletre, később pedig délre fordul. A szakasz vége Joseph-ben, az OR 350 és az OR 351 csomópontjában fekszik.
Az OR 82-nek főleg nyáron van jelentősége, mivel a Wallowa-tóhoz kirándulók erre közlekednek.

## Fordítás
Ez a szócikk részben vagy egészben  az   Oregon Route 82 című angol Wikipédia-szócikk ezen változatának fordításán alapul.  Az eredeti cikk szerkesztőit annak laptörténete sorolja fel. Ez a jelzés csupán a megfogalmazás eredetét és a szerzői jogokat jelzi, nem szolgál a cikkben szereplő információk forrásmegjelöléseként.